# Картер, Фредерик
Фредерик Боукер Террингтон Картер (англ. Frederic Bowker Terrington Carter, 12 февраля 1819 года — 1 марта 1900 года) — канадский государственный и политический, дважды был премьер-министром Ньюфаундленда. Является одним из отцов канадской конфедерации — принимал участие в Квебекской конференции, одной из трёх, предваряющих её образование.

## Биография
Фредерик Картер посещал частную школу в Сент-Джонсе. После этого он изучал законы и стал адвокатом в 1842 году. Существует версия, что в 1840—1841 годах в образовательных целях он посещал Лондон.
В 1840-х годах он основал адвокатскую практику, которой занимался, последующие годы, включая время с 1848 по 1852 год, которое он провёл в качестве юрисконсульта законодательного собрания Ньюфаундленда.
Картер женился в 1846 году на Элизе Байли.

## Политическая карьера
В 1855 году Картер в качестве члена консервативной партии представлял в правительстве округ Тринити-Бей. В это время, в 1857 году, он был активным участником диспута с США и Францией о возможности рыбной ловли в прибрежных водах Ньюфаундленда. В 1859 году он был временным лидером консерваторов в законодательном собрании, а в 1861 году он стал спикером собрания.
Вместе с Эмброузом Ши Картер представлял Ньюфаундленд на Квебекской конференции. Объединение колоний Британской Северной Америки не было важным пунктом в политике Ньюфаундленда. Вместе с тем, Картер был впечатлён квебекскими резолюциями и стал поддерживать идею конфедерации. Они с Ши ожидали встретить такую же поддержку у себя на родине, но столкнулись с движением Чарльза Фокса Беннета, выступающего против объединения. В законодательном собрании по вопросу объелинения проходили многочисленные дискуссии, однако единого мнения достигнуто не было и было решено отложить этот вопрос до следующих выборов.
Следующие выборы сделали Картера премьер-министром Ньюфаундленда. В поддержку своей идеи объединения Картер пошёл на решительный шаг, создав коалицию либералов, католиков-консерваторов и протестантов. В 1867 году стало ясно, что голосования не избежать. Однако, общий экономический подъём изменил настроения провинции и на выборах 1869 года Картер проиграл с разницей в пять голосов.
Дистанцировавшись от идеи объединения Картер так и не нашёл поддержки среди электората. В 1873 году консервативная партия была обновлена, а Картер привёл её к победе на выборах, что позволило ему занять кресло премьер-министра во второй раз. На своём посту, который он занимал до 1878 года, Картер занимался реформой системы образования и строительством железных дорог.
В 1878 году Картер начал работу в Верховном суде, став к 1880 году главным судьёй. Он оставался в этой должности до 1898 года.